# Cagayan
Cagayan is een provincie in het noordoosten van de Filipijnen. De provincie beslaat het noordoostelijke deel van het eiland Luzon en de Babuyaneilanden ten noorden van Luzon. De provincie maakt deel uit van regio II (Cagayan Valley). De hoofdstad van de provincie is de stad Tuguegarao. Bij de census van 2015 telde de provincie ruim 1199 duizend inwoners.

## Geografie

### Bestuurlijke indeling
Cagayan bestaat 1 stad en 28 gemeenten.

#### Stad
- Tuguegarao

#### Gemeenten
| - Abulug - Alcala - Allacapan - Amulung - Aparri - Baggao - Ballesteros - Buguey - Calayan - Camalaniugan - Claveria - Enrile - Gattaran - Gonzaga | - Iguig - Lal-Lo - Lasam - Pamplona - Peñablanca - Piat - Rizal - Sanchez-Mira - Santa Ana - Santa Praxedes - Santa Teresita - Santo Niño - Solana - Tuao |

Deze stad en gemeenten zijn weer verder onderverdeeld in 820 barangays.

## Demografie
Cagayan had bij de census van 2015 een inwoneraantal van 1.199.320 mensen. Dit waren 74.547 mensen (6,6%) meer dan bij de vorige census van 2010. Ten opzichte van de census van 2000 was het aantal inwoners gegroeid met 205.740 mensen (20,7%). De gemiddelde jaarlijkse groei in die periode kwam daarmee uit op 1,23%, hetgeen lager was dan het landelijk jaarlijks gemiddelde over deze periode (1,72%).

De bevolkingsdichtheid van Cagayan was ten tijde van de laatste census, met 1.199.320 inwoners op 9295,75 km², 129 mensen per km².

## Economie
Uit cijfers van het National Statistical Coordination Board (NSCB) uit het jaar 2003 blijkt dat 21,4% (10.320 mensen) onder de armoedegrens leefde. In het jaar 2000 was dit 27,0%. Cagayan was daarmee gemiddeld minder arm dan het landelijk gemiddelde van 28,7% en stond 67e op de lijst van provincies met de meeste mensen onder de armoedegrens. Van alle 79 provincies, ten tijde van het onderzoek, stond Cagayan 69e op de lijst van provincies met de ergste armoede.

## Geboren in Cagayan
- Juan Ponce Enrile (14 februari 1924) - senator, congreslid en presidentskandidaat.